# Korfbal 1985-1986
Korfbalseizoen 1985-1986 is een korfbalseizoen van het KNKV. In dit seizoen telt de veldcompetitie een Hoofdklasse waarbij elk team 18 wedstrijden speelt en in de zaalcompetitie zijn twee Hoofdklassen waarbij elk team 14 wedstrijden speelt.

## Veldcompetitie KNKV
In seizoen 1985-1986 was de hoogste Nederlandse veldkorfbalcompetitie in de KNKV de Hoofdklasse; een poule met tien teams. Het kampioenschap is voor het team dat na 18 competitiewedstrijden de meeste wedstrijdpunten heeft verzameld. Een play-off systeem was niet van toepassing. Enkel bij een gedeelde eerste plaats zou er een beslissingswedstrijd gespeeld moeten worden. De onderste twee ploegen degraderen.
Hoofdklasse Veld
| pos | club           | gs | w  | g | v  | pnt | dv  | dt  | dt  |
| --- | -------------- | -- | -- | - | -- | --- | --- | --- | --- |
| 1.  | Fortuna        | 18 | 15 | 1 | 2  | 31  | 194 | 139 | +55 |
| 2.  | PKC            | 18 | 11 | 2 | 5  | 24  | 169 | 144 | +25 |
| 3.  | Deetos         | 18 | 10 | 0 | 8  | 20  | 159 | 152 | +7  |
| 4.  | Oost-Arnhem    | 18 | 9  | 2 | 7  | 20  | 162 | 159 | +3  |
| 5.  | SCO            | 18 | 8  | 3 | 7  | 19  | 153 | 142 | +11 |
| 6.  | Allen Weerbaar | 18 | 9  | 1 | 8  | 19  | 150 | 151 | -1  |
| 7.  | ROHDA          | 18 | 7  | 3 | 8  | 17  | 167 | 159 | +8  |
| 8.  | DOS'46*        | 19 | 7  | 3 | 9  | 17  | 158 | 158 | +0  |
| 9.  | AKC Blauw-Wit* | 19 | 6  | 3 | 10 | 15  | 140 | 157 | -17 |
| 10. | SAMOS          | 18 | 0  | 0 | 18 | 0   | 106 | 197 | -91 |

- = na de reguliere competitie had zowel AKC Blauw-Wit als DOS'46 15 punten. Om te beslissen welke ploeg negende zou worden en dus zou degraderen, moest er een beslissingswedstrijd worden gespeeld. Deze wedstrijd werd gespeeld op zondag 8 juni 1986 en werd gewonnen door DOS'46 met 14-6.

| Veldkampioen van Nederland 1986 |
| ------------------------------- |
| Fortuna Tweede titel            |

## Zaalcompetitie KNKV
In seizoen 1985-1986 was de hoogste Nederlandse zaalkorfbalcompetitie in de KNKV de Hoofdklasse; 2 poules met elk 8 teams. Het kampioenschap is voor de winnaar van de kampioenswedstrijd, waarin de kampioen van de Hoofdklasse A tegen de kampioen van de Hoofdklasse B speelt.
 Hoofdklasse A
| pos | club        | gs | w  | g | v  | pnt | dv  | dt  | dt  |
| --- | ----------- | -- | -- | - | -- | --- | --- | --- | --- |
| 1.  | DKOD        | 14 | 10 | 2 | 2  | 22  | 189 | 153 | +36 |
| 2.  | PKC         | 14 | 9  | 3 | 2  | 21  | 190 | 154 | +36 |
| 3.  | DOS'46      | 14 | 7  | 2 | 5  | 16  | 180 | 173 | +7  |
| 4.  | Deetos      | 14 | 7  | 2 | 5  | 16  | 153 | 152 | +1  |
| 5.  | LDO         | 14 | 7  | 1 | 6  | 15  | 188 | 181 | +7  |
| 6.  | SAMOS       | 14 | 4  | 2 | 8  | 10  | 160 | 170 | -10 |
| 7.  | BEP         | 14 | 2  | 2 | 10 | 6   | 168 | 199 | -31 |
| 8.  | Fides Pacta | 14 | 2  | 2 | 10 | 6   | 161 | 207 | -46 |

Hoofdklasse B
| pos | club          | gs | w  | g | v  | pnt | dv  | dt  | dt  |
| --- | ------------- | -- | -- | - | -- | --- | --- | --- | --- |
| 1.  | ROHDA         | 14 | 11 | 1 | 2  | 23  | 212 | 178 | +34 |
| 2.  | Fortuna       | 14 | 10 | 2 | 2  | 22  | 183 | 146 | +37 |
| 3.  | Oost-Arnhem   | 14 | 7  | 1 | 6  | 15  | 188 | 164 | +24 |
| 4.  | AKC Blauw-Wit | 14 | 6  | 3 | 5  | 15  | 177 | 171 | +6  |
| 5.  | SCO           | 14 | 6  | 2 | 6  | 14  | 195 | 183 | +12 |
| 6.  | Wordt Kwiek   | 14 | 6  | 0 | 8  | 12  | 186 | 207 | -21 |
| 7.  | Die Haghe     | 14 | 5  | 1 | 8  | 11  | 179 | 195 | -16 |
| 8.  | KVS           | 14 | 0  | 0 | 14 | 0   | 152 | 228 | -76 |

De finale werd gespeeld op zaterdag 22 maart 1986 in sporthalcomplex Vechtsebanen in Utrecht.
| Hoofdklasse Finale |       |    |
|                    |       |    |
| A1                 | DKOD  | 12 |
| B1                 | ROHDA | 14 |

| Zaalkampioen van Nederland 1986 |
| ------------------------------- |
| ROHDA                           |

## Prijzen
| Award                        | Winnaar              | Club   |
| ---------------------------- | -------------------- | ------ |
| Beste Speler                 | Erik Wolsink         | Deetos |
| Beste Speelster              | Corrie Euser         | PKC    |
| Beste Debutant van het Jaar  | Gert-Jan Waterhout   | BEP    |
| Beste Debutante van het Jaar | Margo van der Singel | PKC    |